# Антоан Галанд
Антоан Галанд (фр. Antoine Galland; Ролот, 4. април 1646 — Кан, 17. фебруар 1715) био је француски оријенталиста и археолог, најпознатији као први европски преводилац Хиљаду и једне ноћи, који је назвао Les mille et une nuits. Његова верзија прича појавила се у дванаест томова између 1704. и 1717. године и извршила је значајан утицај на каснију европску књижевност и ставове према исламском свету. Хорхе Луис Борхес сугерише да је романтизам започео када је његов превод први пут прочитан.

## Живот и рад
Галанд је рођен у Ролоту у Пикардији (сада у департману Сома). По завршетку школе у Noyon-у, студирао је грчки и латински у Паризу, где је стекао знање и нешто арапског. Године 1670. био је ангажован за француску амбасаду у Истанбулу због свог изврсног познавања грчког језика, а 1673. путовао је по Сирији и Леванту, где је копирао велики број натписа, скицирао и - у неким случајевима - уклонио историјске споменике.
После краће посете Француској, где је његова колекција древних новчића привукла пажњу, Галанд се вратио на Левант 1677. године. 1679. године предузео је треће путовање, које је француска Источноиндијска компанија наручила за прикупљање за кабинет Цолберта. По истеку ове комисије, влада му је наредила да настави истраживање и додељена му је титула антиквитета краља ( Луја XIV. Током свог дужег боравка у иностранству стекао је темељно знање арапског, турског и перзијског језика и књижевности, што му је, по коначном повратку у Француску, омогућило драгоцену помоћ Melchisédech Thévenot-у, чувару краљевске библиотеке, и Barthélemy d'Herbelot de Molainville.
Када је d'Herbelot умро 1695. године, Галанд је наставио своју Bibliothèque orientale („оријенталну библиотеку“), огроман збир информација о исламској култури, и углавном превод велике арапске енциклопедије Kaşf az-Zunūn прослављеног османског научника Катипа Челебија. Коначно је објављен 1697. године и био је главни допринос европском знању о Блиском истоку, утичући на писце попут William Thomas Beckfordа (у оријенталној причи Vathek ).
После смрти Thévenotа и d'Herbelotа, Галанд је неко време живео у Кану под кровом Николаса Фукоа. Тамо је започео, 1704. године, издање Les mille et Une Nuits Хиљаду и једна ноћ, које је изазвало неизмерно интересовање у време његовог појављивања и још увек је стандардни француски превод. 1709. именован је за председавајућег арапског језика у Collège de France. Дужности овог места наставио је да обавља до своје смрти 1715.
Поред низа археолошких дела, посебно на одељењу за нумизматику, Галанд је 1694. објавио компилацију са арапског, перзијског и турског језика, под насловом Paroles remarquables, bons mots et maximes des orientaux, а 1699. превод са арапског рукописа, De l'origine et du progrès du café. Прво од ових дела појавило се у енглеском преводу 1795. године. Његов Contes et fables indiennes de Bidpai et de Lokrnan  објављен је постхумно 1724. Међу његовим бројним рукописима су превод Кур'ана и Histoire générale des empereurs Turcs. Његов часопис објавио је Charles Schefer 1881.

### ПреводХиљаду и једне ноћи
Галанд је у Цариграду током 1690-их наишао на рукопис Приче о морнару Синдбаду, а 1701. године објавио је свој превод на француски језик. Његов успех подстакао га је да крене у превод сиријског рукописа из XIV или XV века (данас познат као Галандов рукопис) Хиљаде и једне ноћи. Прва два тома овог дела, под насловом Mille et Une Nuits, појавила су се 1704. године. Дванаести и последњи том објављен је постхумно 1717. године.
Први део свог дела превео је искључиво из сиријског рукописа. 1709. упознао се са маронитском хришћанком из Алепа, (Hanna Diab), која је Галанду из сећања испричала још четрнаест прича. Одлучио је да седам од ових прича укључи у своју верзију Ноћи.
Мистерија још увек окружује порекло неких од најпознатијих прича. На пример, не постоје арапски рукописи Аладина и Али Бабе, такозване „приче о сирочићима“, који претходе Галандовом преводу. То је навело неке научнике да закључе да их је Галанд сам измислио, а арапске верзије тек су касније прикази његовог оригиналног француског језика.
Галанд је такође свој превод прилагодио укусу времена. Непосредни успех у причама делимично је настао захваљујући моди бајки (француски: contes de fees)  коју је у Француској 1690-их покренуо његов пријатељ Шарл Перо. Галанд је такође био жељан да се прилагоди књижевним канонима тог доба. Изоставио је многе еротске одељке као и сву поезију. Због тога се Sir Richard Francis Burton позвао на „сјајну Галандову скраћеницу и адаптацију“ која „ни на који начин не представља источни изворник“.

Његов превод је дочекан са неизмерним ентузијазмом и убрзо је преведен на многе друге европске језике: енглески ( верзија „Grub Stree“ појавила се 1706), немачки (1712), италијански (1722), холандски (1732), руски (1763), и пољски (1768). Они су произвели талас имитација и раширену моду оријенталних прича из 18. века. Као што је написао Хорхе Луис Борхес:
Још једна чињеница је непорецива. Најпознатији и најречитији прилози Хиљаде и једне ноћи - Колриџ-а, Thomas de Quincey-а, Стендала, Tennyson-а, Едгара Алан-а По-а, Newmanа- читаоци су Галандова превода. Прошло је двеста година и десет бољих превода, али човек у Европи или Америци који мисли на Хиљаду и једну ноћ мисли, непроменљиво, на овај први превод. Шпански придев milyunanochesco [thousand-and-one-nights-esque] ... нема никакве везе са ерудитним безобразлуцима Бертона или Мардруса и свим везама са бижутеријама и чаробњаштвима Антоана Галанда.

## Дела
- Les paroles remarquables, les bons mots et les maximes des Orientaux, S. Benard, 1694
- Contes et fables indiennes, de Bidpaï et de Lokman; traduites d'Ali-Tchelebi ben Saleh, auteur turc.
- Histoire de l'esclavage d'un marchand de la ville de Cassis, à Tunis, La Bibliothèque, « L'écrivain voyageur »
- De l’origine et du progrès du café, La Bibliothèque, coll. « L'écrivain voyageur »
- Le Voyage à Smyrne, Chandeigne, coll. « Magellane », 2000
- Histoire de Noureddin et de la belle persane, André Versaille Éditeur, 2009
- Histoire d'Aladin ou la lampe merveilleuse
- Les Milles et une Nuits